# Garcia III du Kongo
Pour les articles homonymes, voir García.
Garcia III du Kongo (Nkanga a Mvemba en kikongo et Garcia III en portugais) fut Roi de Kibangu en 1670,  prétendant au titre de manikongo du royaume du Kongo

## Origine
Garcia Nkanga a Mvemba est le fils aîné et successeur de D. Sébastião premier roi de Kibangu issu du Kanda Nlaza qui s'établit comme roi indépendant dans la montagne de Kibangu en 1666. Après le meurtre de son père, il tente en vain de s'imposer comme successeur d'Alphonse III à São Salvador.
Un bref du Pape Clément X daté du 2 mars 1673 lui recommande le Père capucin Giovanni Antonio Cavazzi da Montecuccolo, préfet des missions du Kongo et d'Angola.
En 1679, le Père Philippe de Gallese qui fut massacré par des féticheurs à Mbanza Nsundi en 1684 fait des démarches pour que Garcia III soit reconnu comme roi et unique souverain du royaume du Kongo. Le comte de Soyo et plusieurs autres potentats acceptent de l'élire mais il demeure en butte aux attaques de João II de Bula Lemba.
L'année précise de sa mort demeure incertaine : 1685 ou 1689. Il a comme successeur à Kibangu un autre membre du Kanda Kinlaza André Ier du Kongo qui ne règne qu'une seule année 1685 ou 1689/1690.

## Source
- (pt) Fernando Campos « O rei D. Pedro IV Ne Nsamu a Mbemba. A unidade do Congo », dans Africa. Revista do centro de Estudos Africanos, USP S.Paulo 18-19 (1) 1995/1996  p. 159-199  & USP S.Paulo 20-21 1997/1998 p. 305-375.